# 地震断層観察館・体験館
地震断層観察館・体験館（じしんだんそうかんさつかん・たいけんかん）は、岐阜県本巣市にある本巣市立の根尾谷断層に関する博物館である。

## 概要
1891年（明治24年）の濃尾地震によりできた根尾谷断層を保存し、展示することを目的に1992年（平成4年）3月にオープンした。断層のズレを直接観察できる世界で初めての施設である。
施設はピラミッド型の三角屋根の地下観察館と円形ドーム型の地震資料館からなる地震断層観察館と、併設する地震体験館からなる。

## 沿革
- 1988年（昭和63年） - 濃尾震災から100年の節目を迎えるにあたり断層を活用した新たな観光資源として、本巣郡根尾村が断層部分を掘り下げ露出させ断層を観察することのできる断層トレンチを整備することに決定。
- 1990年（平成2年）12月 - トレンチ着手。
- 1991年（平成3年）10月 - 垂直に降起した断層が出現。
- 1992年（平成4年）3月 - 地下観察館として開館。開館1年間に8万人の入館者を記録。
- 1993年（平成5年）3月 - 地下観察館横に地震資料館開館。両施設を合わせて「地震断層観察館」に改称。
- 1998年（平成10年）3月 - 地震体験館開館。
- 2001年（平成13年） - 累計入場者50万人。
- 2002年（平成14年）7月10日 - 集中豪雨による根尾川の氾濫により全館が水没。以降数か月にわたり休館となる[2]。被災者が書き残した資料の一部が流失するも、関係者がコピーを残していたことにより内容散逸を免れた[3]。
- 2004年（平成16年）2月1日 - 本巣郡の3町1村（本巣町・真正町・糸貫町・根尾村）が合併し、本巣市が発足。同時に本巣市の施設となる。

## 概要
- 開館時間：4月：9:00 - 17:00　　5月 - 10月：10:00 - 17:00　11月 - 3月：10:00 - 16:00
- 休館日：月曜日（祝日の場合はその翌日）、12月29日〜翌年1月3日。
- 入館料：大人500円（350円）、小人【小中高生】250円（180円）※括弧内は20名以上の団体。
- 地震体験館は別料金で、大人小人共に200円。

## 施設

### 地震断層観察館
地下観察館

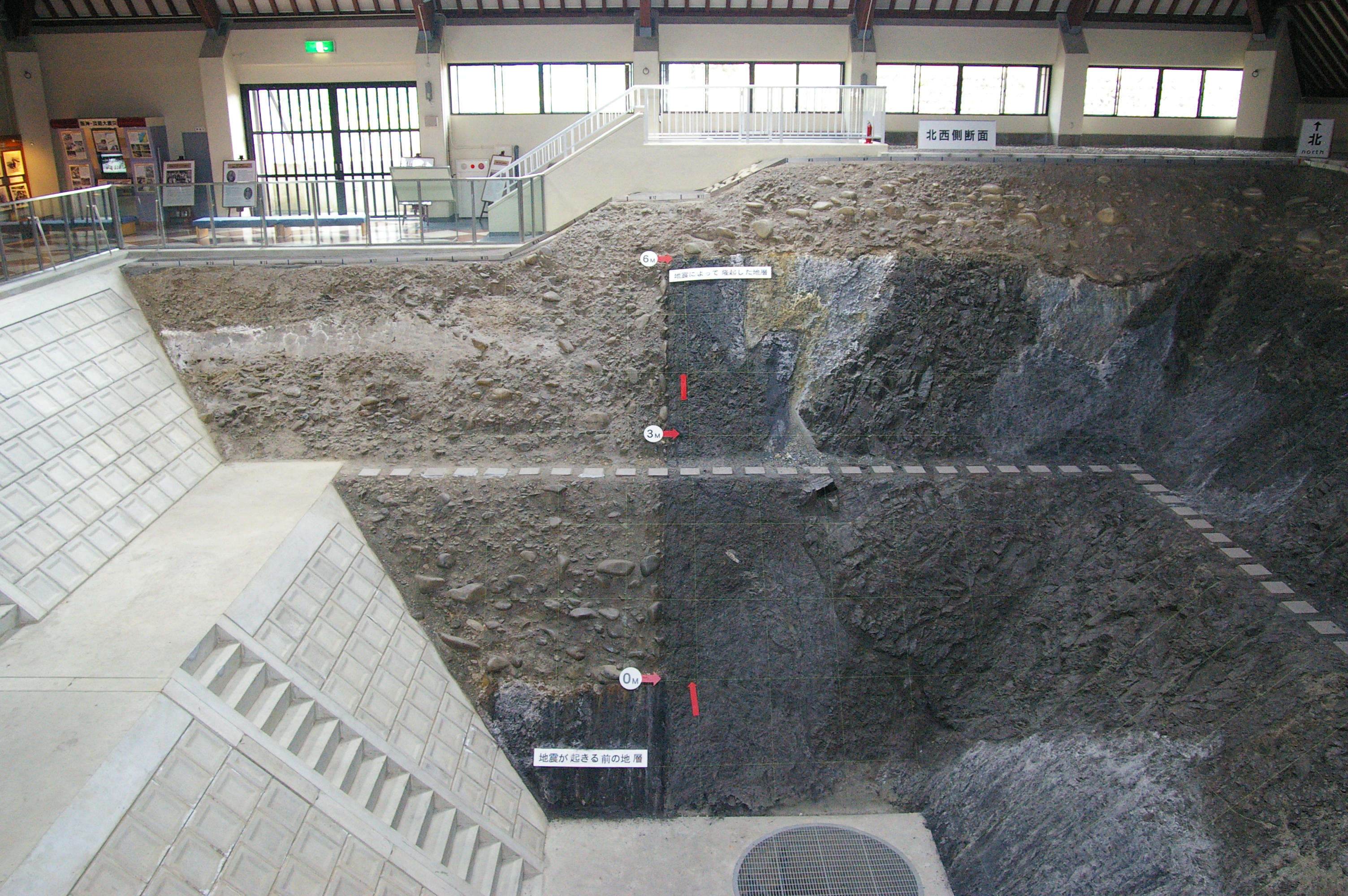
地下観察館で見られる断層トレンチ（北西方向）。垂直方向で6メートルのずれが確認できる。

- 根尾谷断層を輪切りにした状態で、すり鉢状に20メートル四方を地下に8メートルをトレンチしてある。断層が施設内にあるため風雨にさらされる事がなく、断層を鮮明に観察する事が出来る。地震に関する書籍や新聞類を閲覧できるブースも用意されている。

地震資料館
- 大画面ホール - 50人の収容ホールに200インチの大型画面がありビデオによる「根尾谷の自然」と題した村民の暮らしの紹介や断層発生のメカニズムの再現。
- 常設展示 - 震災直後の写真や文献を展示。地震の仕組みやメカニズムを直径3mの映像モニター6台を組み込んである地球儀で紹介。

### 地震体験館
- 3Dシアターで震度6弱〜6強の揺れを体験出来る。

## アクセス

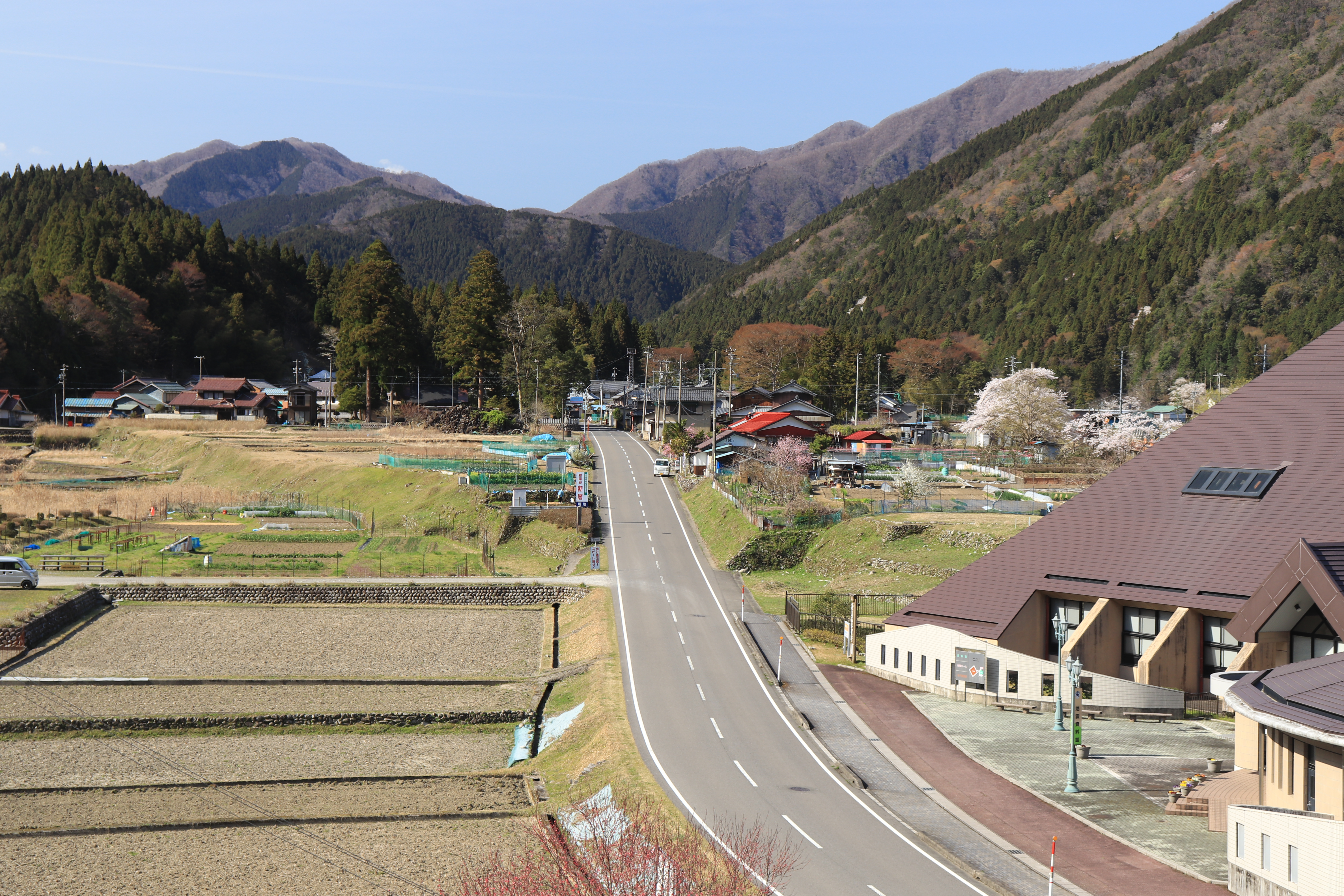
岐阜県道255号根尾谷汲大野線沿線にあり、中央付近に根尾谷断層が横切る

- 樽見鉄道樽見線水鳥駅下車。徒歩約2分。岐阜県道255号根尾谷汲大野線の沿線、東側にある。